# يطا
يطا مدينة فلسطينية تقع في الضفة الغربية، تبعد عن مدينة الخليل 12 كم جنوبًا، وعن مدينة القدس بحوالي 60 كيلو متر.

## التسمية
سميت «يوطه» "Yuta" والتي تعني الأرض المنبسطة، الآن يوجد فيها بنايات قديمة وآبار، وهناك روايات تقول أن سيدنا زكريا عليه السلام سكنها وفيها ولد له ابنه يحيى عليه السلام. والتي زارتها مريم العذراء أم المسيح عليه السلام عند زيارتها لقريبتها أم يحيى. وفي العهد الروماني ذكرت باسم "Ietaem".

## التاريخ
مدينة يطا لها تاريخ قديم، يعود إلى العهد الكنعاني، حيث سكن الكنعانيون القدماء فلسطين في العصور السابقة، ولكن البلدة نفسها نشأت في العصر العثماني، ويوجد فيها مبان قديمة ومواقع أثرية.

### الآثار
من أبرز الأماكن الأثرية الجامع العمري ومقام الخضر في منطقة بيت عمرا ومقام سطيح في وسط البلد، وبقايا قصر الكرمل وجامع وكنيسة في منطقة سوسيه حيث وجد بها النقوش والكتابات القديمة ورصفت أرضيتها بأحجار الفسيفساء الملونة وما زال هذا المعلم الأثري تحت السيطرة الإسرائيلية في منطقة المستوطنات الجنوبية.

## الجغرافيا
يحدها من الجنوب بلدة السموع وتل السبع ومن الشرق البحر الميت أما غربًا فتحدها مدينة دورا. بلغت مساحة يطا داخل حدود البلدية والتي تم توسيعها في ظل السلطة الوطنية الفلسطينية عام 2004 ما يعادل 25 كيلومترًا مربعًا في حين تحتل الكتلة العمرانية المبنية للمدينة مع التجمعات السكانية الملتصقة بها حوالي 32 كيلومتراً مربعاً، تمتد يطا من كل اتجاهاتها شمالاً وجنوباً وغرباً وشرقاً، حيث تمتد أراضيها الـى البحر الميت .

### المناخ
يسود في يطا مناخ متوسطي معتدل، ذو صيف حار وجاف، وشتاء بارد ممطر، يحل فصل الربيع في أواخر شهر مارس وأوائل أبريل، ويعتبر شهرا يوليو وأغسطس أحرّ شهور السنة، حيث يصل معدل درجات الحرارة فيهما إلى 28.9 ° مئوية، أما أكثر الأشهر برودة فهو يناير، ويصل فيه معدل درجة الحرارة إلى 3.9 ° مئوية.
يتساقط المطر بين شهريّ أكتوبر وأبريل عادةً، ويبلغ معدل المتساقطات السنوي 589 مليمتراً، وتكون في أعلى معدلاتها في شهري يناير وفبراير حيث يمكن أن يصل مستواها إلى أكثر من 170 ميليمترًا.
تتوسط مدينة يطا سطحَ هضبةٍ معدل ارتفاعها 820 متراً فوق سطح البحر (750-850 مترًا) وتصنف المنطقة ضمن المناخ الدافئ.
المعدل السنوي لدرجات الحرارة الدنيا يبلغ 7.3 درجة مئوية بينما المعدل السنوي لدرجات الحرارة القصوى 22.9 درجة مئوية والمدى الحراري السنوي يبلغ حوالي 13.2 درجة مئوية في حين معدل الرطوبة 61 %.

## الحكم المحلي
تُعد بلدية يطا مسؤولة عن مدينة يطا بالإضافة إلى مناطق سكنية أخرى ضُمت للمدينة وهي: زيف، الفحجة، حريز، قنان جابر، احفير، اعزيز، الجرفان، الحنو، الحيلَة، الدُويْر، ُ المنطار، بيار العروس، تلة الصمود، جورة الجمل، خريسة، خلة الحمص، رقعة، قرنة الراس، قطعة الشيخ، وادي اعزيز ووادي السادة.

## السكان
بناء على نتائج التعداد العام للسكان والمساكن الذي جرى عام 2017 فقد تم تقدير عدد سكان مدينة يطا عام 2018، بحوالي، 167,424 نسمة.